# 女神異聞録ペルソナ
『女神異聞録ペルソナ』（めがみいぶんろくペルソナ、PERSONA BE YOUR TRUE MIND）は、1996年9月20日にアトラスより発売されたPlayStation用ジュブナイル型伝奇ロールプレイングゲーム。PlayStation初の真・女神転生シリーズの作品であり、ペルソナシリーズの第1作である。略称は「女神異聞録」や「異聞録」が用いられることがある。また、ペルソナシリーズの第1作である点を強調して「P1」と略す場合もある。
2009年4月29日にはPlayStation Portable用タイトル『Persona』として移植された。また外伝作品として2006年12月に『女神異聞録ペルソナ 異空の塔編』がフィーチャーフォンから配信された。
そのほか翻案作品として、スクウェア・エニックス（当時 エニックス）の漫画雑誌『月刊Gファンタジー』から同名のコミック（著：上田信舟）が発売され、コーエーからはCDドラマも発売された。また、ノベライズもされている。

## ゲーム内容
女神転生シリーズでは、コンピュータによって悪魔とコミュニケーションを取っていたが、本作では敵として出現する悪魔との会話交渉や悪魔合体の存在、魔法・アイテム名など、シリーズの流れを汲みつつも、人間の内に潜む別人格ペルソナという設定が新たに登場した。戦闘システムも進化して戦略性が加わった。「ペルソナ」は主人公達が使う特殊能力の名称であり、ストーリーやテーマにも大きく関わっている。
物語は序盤の主人公の行動で2つに分岐し、それぞれが大きく異なった内容となっている。本筋のシナリオは「セベク編」、校内で起こったもう1つのシナリオは「雪の女王編」と呼ばれる。

## システム

### ペルソナ
従来の女神転生シリーズにおける「MAGIC（魔法）」「EXTRA（特技）」を、ペルソナを召喚して使うという形に置き換えたシステム。これまでのシリーズでは、主人公だけが魔法と特技を使えず、パートナーは覚えた魔法を使えたり、召喚した悪魔「仲魔」は魔法と特技を使えるという制限があったが、本作では降魔したペルソナ次第で全員が使える仕組みになっている。
スペルカード
ペルソナの素材となる悪魔の召喚に必要なカード。戦闘中に「CONTACT」コマンドで敵の悪魔と交渉して入手する。悪魔には「INTEREST/興味」、「JOY/喜び」、「ANGER/怒り」、「FEAR/恐怖」、の4種類の感情があり、悪魔の性格とキャラクターの交渉方法に応じていずれかの感情が上昇する。興味の感情を最大まで上げることが出来ればスペルカードを貰うことができるが、怒りを最大にしてしまうと奇襲を食らい、恐怖の感情を上げると逃げられてしまう。
合体
スペルカードを「ベルベットルーム」（女神転生シリーズの「邪教の館」に相当する施設）に持って行き、スペルカードによって召喚された2体の悪魔を合体させることで「ペルソナ」にすることができる。手に入るペルソナの種類は悪魔の組み合わせによって決まる。また、合体事故でしか作れない「愚者」の大アルカナのペルソナや、「封神具」と呼ばれるアイテムを合体時に消費することで作成できる特殊なペルソナもある。
降魔
作成したペルソナはベルベットルームの「降魔 / 消去」でキャラクターに降魔させることができる。ペルソナを降魔することでキャラクターの各パラメータが増減し、ペルソナの防御相性を得ることができる。また、ペルソナの持つ魔法や技を使用できるようになる。1人のキャラクターには最大3体までペルソナを降魔させることができ、「ペルソナチェンジ」によって使用するペルソナを変更できる。ペルソナによって使える魔法や技、防御相性、パラメータなどが異なるため、状況に応じてペルソナチェンジをすることが重要である。ただし、キャラクターのペルソナレベルが、そのペルソナのレベルより低い場合は降魔することができない。また、それぞれのキャラクターには各アルカナの相性が設定されており、キャラクターとペルソナの相性が悪い場合は発動ができず、最悪の場合は降魔すらできない。
発動
戦闘時に「PERSONA」コマンドを使用することでペルソナを発動させ、ペルソナの持つ魔法や特技を使用できる。なお、ペルソナを発動させるにはペルソナごとに設定されたSP（スピリットポイント）が必要である。戦闘中のペルソナの発動回数が一定値に達するとペルソナのランクが上がり、能力値が上昇したり、新たな魔法や特技を使えるようになる。また、キャラクターとペルソナの相性が最高の場合、特定条件下で潜在能力が発動する場合がある。
帰還
不要になったペルソナはベルベットルームで帰還させる（消去する）ことができる。ランクを最大値の8まで上げたペルソナを帰還させるとアイテムをもらえる。アイテムは帰還させたペルソナによって決まり、中には特定のペルソナを帰還させることでしか入手できない貴重なアイテムもある。真・女神転生デビルサマナーの魔晶変化に近いシステム。

### その他
カジノ
真・女神転生II、if...同様、コインやメタルカードを使って遊ぶことができ、手に入れたコインはどこのカジノでも使用できる。
- ポーカー
- ハイアンドロー
- ビッグアンドスモール
- レッドアンドブラック
- スロットマシン
- ダイスゲーム
- コードブレイカー

## ストーリー
主人公の少年は、瀬田区御影町という街にある「聖エルミン学園」に通う高校生。体育祭の準備をしていたある日、友人達から「未来の自分が見える」という噂の「ペルソナ様」と呼ばれる降霊の儀式の話題を聞く。超常現象が本当に起きるか否か、食い放題を賭けて友人達が試したところ、すすり泣く白い服の女の子の幽霊が現れ、ペルソナ様を未経験だった主人公たちは意識を失ってしまう。
夢の中で主人公は黄金の蝶に導かれ、仮面をつけた謎の男と出会う。フィレモンと名乗る彼は、神や悪魔の姿をしたもう一人の自分である「ペルソナ」という存在に言及し、それを呼び出す力を君に贈ると言った。やがて主人公は保健室で意識を取り戻し、担任の冴子先生から、帰宅する前に病院で検査を受けるよう言われる。
主人公、マーク、南条、ゆきのの4人はクラスメイトの園村麻希の見舞いを兼ねて、検査のため御影総合病院を訪れる。
しかし、その見舞いの最中に麻希の容体が急変し、集中治療室に運び込まれてしまう。何も出来ず廊下で待つしかない一同だったが、突如大地震が起こり、そこにあったはずの集中治療室は消え失せていた。さらに、下の階から聞こえた女性の悲鳴で駆けつけると、そこには亡くなった患者の死体が動き出し、人を襲うという異常事態が待っていた。死体に襲われた主人公達からペルソナが発動し、その力で窮地を救う。主人公達は、病院に駆けつけたクラスメイトの桐島 英理子から、学校が安全である事と、園村麻希の母が怪我をしてアラヤ神社にいることを知らされ、病院を後にする。しかし、町全体が結界に囲まれて外に出られなくなっており、しかも至る所に悪魔が出現していた。
麻希の母は、御影町に進出している巨大企業「S.E.B.E.C（佐伯エレクトロニクス&バイオロジカル&エネルギー・コーポレーション、通称・セベク）」に務めていたが、町ではセベクに関する良からぬ噂が流れていた。神社に逃れていた麻希の母から、セベクの支社長である神取鷹久がデヴァ・システムを悪用していることが異変の原因だと聞かされた主人公達は、ひとまず負傷した彼女を学園まで連れて行くが…。
この時点での聖エルミン学園内での行動内容で、どちらかのシナリオを選ぶことになる。

### セベク編
主人公達はセベク本社へ向かうため、学校の塀の穴から外に出ようとするが、そこに現れたのは別人のように明るく元気な麻希だった。どこか話が噛み合わず、麻希自身も記憶と異なる点が多い現状に戸惑いつつも、一行はセベク本社へ侵入し神取の元へ辿り着く。しかし、彼をパパと呼ぶ黒い服の女の子あきによって御影町とよく似た異界へ飛ばされてしまう。
数々の相違点から違う世界である事に気づき、本当の御影町へ帰ろうと奔走する一行だったが、奮闘虚しく神取は二人の女の子のコンパクトから「混沌の鏡」を作り出す。鏡の力で現実世界の御影町にデヴァ・ユガという城を創りだす神取。主人公たちは現実世界に戻りデヴァ・ユガの最上階で神取を倒すが、そこで明かされた真実は、園村麻希の願望とデヴァ・システムの共鳴によって異変が起きたというものだった。一行はデヴァ・ユガの中にあった病室で、昏睡状態のままベッドの上で生命維持装置に繋がれた現実の麻希を見てしまう。麻希は全てを思い出し、皆を妬んで全ての破滅を願ったことを告白する。自らの罪深さを知り、皆のそばにいられないという彼女は、混沌の鏡から再び異界へと逃げ出す。後を追おうとする一行だったが、突如デヴァ・システムのコアが消失し、混沌の鏡も砕け散ってしまう。
麻希が落としていったコンパクトと混沌の鏡の欠片で異界の御影町へ戻った主人公達。だが、白い服の女の子まいが言うには、自暴自棄になったあきは最悪の人格であるパンドラの封印を解いてしまったのだという。そしてパンドラに飲み込まれたあきは、本当の麻希が死ぬ事も厭わず現実世界の消滅を願っていたのだった。主人公と南条は、罪悪感に苦しみ自暴自棄になった理想の麻希を説得し、さらに理想の麻希と対話した本物の麻希からコンパクトを受け取る。それを使い、学校に現れたアヴィデア界への扉からパンドラの元へ向かった一行は、アヴィデア界の最深部でパンドラと戦い、ついに勝利する。主人公たちが決して諦めないのは一人ではないからだと知り、さらに麻希から「わたしもあなたも同じ園村麻希の一部…ここにいるみんなの仲間だよ」「もうやめよう　一緒に頑張ろうよ」と言われたパンドラは感謝しながら消えていく。全てが終わり、現実世界へと帰されていく仲間たち。麻希は最後に残った主人公の頬に口づけをし、別れを告げるのだった。
事件の解決から時は流れ、卒業式の日。あれから病気が完治して前向きになった麻希は、明るい笑顔で皆と談笑していた。南条はふとパンドラの名を口にし、笑みを浮かべる。彼が思い出したのは、「災いの函」から最後に出てきたものだった。

### 雪の女王編
学園に戻った主人公達は、演劇「雪の女王」にまつわる学校の言い伝えを知り、その役を演じる際に被る雪の女王の仮面を体育倉庫で発見する。冴子先生が昔を懐かしみつつ仮面をつけた瞬間、学園は氷に閉ざされ、冴子先生は仮面に取り憑かれてしまう。雪の女王が言うには、3つの塔に行って塔ごとに定められた時間内に塔の守護者を倒せば、彼女と学校を元に戻すという。さらにフィレモンの言葉によると、彼女を助けるには悪魔の鏡を使い、仮面に取り憑いた呪いの元凶を取り除く必要があるという。
主人公達はヒュプノス・ネメシス・タナトスの3つの塔へ潜入し、鏡の破片を見つけ、さらに各塔の守護者に打ち勝つ。集めた鏡の破片で冴子先生を救うものの、真の敵である夜の女王が姿を現す。氷の城の最上階で夜の女王に勝利したことで学校の氷は溶け、主人公達は元の世界へ戻ることができた。麻希を探すため校門を出ると、そこにやって来たのはマークだった。彼の話では、二人でセベク本社へ侵入したものの、麻希が悪魔に捕まったのだという。彼女を助けるため、主人公達はセベク本社へ向かうのだった。

## 登場人物
担当声優はゲーム版 / ドラマCD1版 / ドラマCD2版の順に表記。一つしか記載されていないものは特記がない限りドラマCD版とする。それ以外は別途表記。

### メインキャラクター
記載されているペルソナは初期ペルソナと後期の専用ペルソナであり、実際のゲーム内では他多数のペルソナを付け替えることが可能。
主人公
声 - 石塚堅 / 石田彰 / 谷山紀章
演 - 金子俊之（テレビCM）
アルカナ - 皇帝
ペルソナ - セイメンコンゴウ → アメン・ラー
近接武器 - 片手剣 / 遠距離武器 - マシンガン
男性 / 生年月日 - 12月24日 / 星座 - 山羊座 / 身長 - 174cm / 体重 - 56kg / 血液型 - O型
本作の主人公。聖エルミン学園に通う高校2年生の少年。左耳にピアスをつけている。寡黙でクールな雰囲気を漂わせているが、実は音痴。
ごく普通に日常を過ごしていたが、御影町に突然発生した異変に巻き込まれることになる。
次作の『ペルソナ2 罰』では南条とエリーの回想シーンに登場し、彼の幻影や本人も登場する（ただし、顔がはっきりと映らない）。
漫画版では、幼い頃に双子の兄である和也を事故で亡くしている。小説版ではハーフという設定が加わり、英語に漢字を当てはめた自分の名前に劣等感を抱えているせいか、他の面々に負けず劣らずのアクの強さがある。
マキ / 園村 麻希（そのむら まき）
声 - 水沢潤 / 桑島法子 / 白石涼子
演 - 山口もえ（テレビCM）
アルカナ - 女教皇
ペルソナ - マソ → ヴェルザンディ
近接武器 - 弓 / 遠距離武器 - ハンドガン
女性 / 生年月日 - 6月4日 / 星座 - 双子座 / 身長 - 158cm / 体重 - 不明 / 血液型 - AB型
主人公のクラスメイト。美術部所属。人に対しては礼儀正しく、友達思いで優しい性格。体が弱いことから1年前から御影総合病院に入院しており、将来への不安と入院で自分だけが取り残されているという孤独感から、大きな心の闇を抱えていた。また、母子家庭で育ち、仕事で忙しく見舞いになかなか来ることのできない母親に寂しさゆえ反発している。見舞いの際には、最近見る良い夢について「とても優しい男の人の夢…お父さんみたいな…」とおぼろげに内容を語っており、そのせいか前よりだいぶ楽になったと語る。
容態の急変により集中治療室に運ばれ、その直後に町が異界化して集中治療室ごと行方不明になるが、別人のように明るく元気な姿で主人公たちの前に現れる。だが、彼女の正体はマキの意識体の一部、すなわち自分が理想とする姿が具現化した存在であり、その本体は意識を持たない抜け殻のままベッドの上で眠り続けている。
最終的には病気も完治し、母親と共に新たな生活を営んでいることがエンディングで語られる。
パーティーメンバーになるのはセベク編のみ。雪の女王編では、白い仮面を被った「仮面の女子生徒」として敵対する。同じく仮面を被った神取と共に夜の女王に力添えするべく合体し、アシュラ女王となる。
『2』では柊サイコセラピーの助手として登場する。
漫画版では主人公の幼馴染という設定が加えられ、ゲーム同様、親友の彼氏である陽介に密かな想いを寄せていたが、後に主人公に惹かれていく。
なんじょうくん / 南条 圭（なんじょう けい）
声 - 山野井仁 / 森川智之、藤田さゆり（幼少期） / 近藤隆
アルカナ - 法王
ペルソナ - アイゼンミョウオウ → ヤマオカ
近接武器 - 両手剣 / 遠距離武器 - ライフル
男性 / 生年月日 - 10月2日 / 星座 - 天秤座 / 身長 - 177cm / 体重 - 62kg / 血液型 - A型
主人公のクラスメイト。南条財閥の御曹司で徹底した合理主義者で、頭脳も明晰で洞察力も鋭い。幼少期から両親の愛情を金銭でしか受け取ったことがなく、愛情をくれた執事の山岡にしか心を開かなかった。上記の事柄から大人びた振る舞いや強がりな言動をする。
理路整然とした発言と思考のため、感情的なマークと対照的で対立している。病院に現れた悪魔によって心の支えであった山岡を失うが、その異変を引き起こしたのが神取であることを知り、明確な敵意を持って彼を追うようになる。相当な自信家で自分の出自に誇りを抱いており、当初は他人を見下すような側面が強かったが、様々な出来事を経て性格も幾分柔らかくなり、人間的にも大きく成長した。
神取とは政財界のパーティーで既に面識があり、初めて会ったときから彼には良い印象を抱いていなかったと語っている。
セベク編では固定メンバー、雪の女王編では選択により加入させられる。
『2』にもメインキャラクターとして登場し、ツーリングと野球観戦（嫁売ジャイアンズのファン）が趣味であることが判明する。
『ペルソナ3』に登場する桐条グループは南条からの分家である。
マーク / 稲葉 正男（いなば まさお）
声 - 石塚堅 / 上田祐司 / 吉野裕行
アルカナ - 戦車
ペルソナ - オグン → スサノオ
近接武器 - 斧 / 遠距離武器 - ショットガン
男性 / 生年月日 - 7月11日 / 星座 - 蟹座 / 身長 - 167cm / 体重 - 52kg / 血液型 - A型
主人公のクラスメイト。正義感が強く頼りがいのある性格である反面、感情が表に出ることが多い。頭は自他共に認めるほど悪いが、芸術的なセンスはある模様。やや短気で直情的な性分から、理論的な南条としばしば対立している。
玲司に対しては自分と似たものを感じるのか、割合に好意的。また、麻希の絵の才能を認めて淡い恋心を抱いており、頻繁に彼女の見舞いにも訪れているらしい。
グラフィティとヒップホップダンスを得意とし、「テイラーズ」というチームを率いている。
過保護な母親（声 - 疋田由香里〈ドラマCD版1〉）をうっとうしがる反面、根は母親想いで、異変後には心配する素振りも見せている。「マーク」の由来は母親から「まーくん」と呼ばれていたのを同級生に詰問された際、「マークだ！」と反論したことがきっかけ。実家はイナバクリーニング。
序盤のアラヤ神社まではパーティーメンバーだが、再加入するのはセベク編のみ。
エンディング後は単身ニューヨークへ渡り、ペインティングアートで活躍している。ちなみに、北米版では一人だけ黒人キャラになっている。
ゆきのさん / 黛 ゆきの（まゆずみ ゆきの）
声 - 半場友恵 / 半場友恵 / 伊藤静
アルカナ - 女帝
ペルソナ - ヴェスタ → ドゥルガー
近接武器 - 飛び道具 / 遠距離武器 - ショットガン
女性 / 生年月日 - 4月9日 / 星座 - 牡羊座 / 身長 - 170cm / 体重 - 52kg / 血液型 - A型
主人公のクラスメイト。ショートヘアにヘアピンとスケバン風の丈の長いスカートが特徴。サバサバした言動の姉御肌で面倒見が良く、腕っ節もその辺の男子生徒より強いため、頼れる人として学園の中で一目置かれている。
元は親にも見放されるほどの不良だったが、自分を気に掛けて更生に尽力してくれた担任の冴子を尊敬している。そのため冴子の事に関してはクールに成りきれなくなる。
現在は写真の勉強をするための留学を希望しており、学校近くのコンビニでのアルバイトと学校生活を両立する日々を送る。学校外の社会をいち早く知っており、多くの事に対し冷静沈着な態度をとる。
ストーリーの分岐点である学園に戻るまではパーティーメンバーだが、最後まで残るのは雪の女王編のみ。セベク編に分岐後は仲間にならない。
『2 罪』にもメインキャラクターとして登場する。
エリー / 桐島 英理子（きりしま えりこ）
声 - 半場友恵 / 野上ゆかな / 池澤春菜
アルカナ - 審判
ペルソナ - ニケー → ミカエル
近接武器 - 片手剣 / 遠距離武器 - ライフル
女性 / 生年月日 - 9月21日 / 星座 - 乙女座 / 身長 - 164cm / 体重 - 不明 / 血液型 - O型
主人公のクラスメイト。容姿端麗な帰国子女で、成績も優秀。端々に英単語が飛び出す喋り方が特徴。その容姿と「ですわ」等の育ちの良さを感じさせる物腰もあって校内外男女問わず人気が高い。
一見上品でにこやか、誰にでも笑顔を向ける穏やかな性格だが、それは他人の目を気にして彼女自身が作り上げた仮面である。本当は人に対して敏感で、多くの人に囲まれたいと思っており、故に誰からも好かれる良い子を演じ、自分の本音を見せることを避けていた。セベク編のエンディングでは顕著だが、実際の彼女は英語交じり以外、どこにでもいる普通の女子高生と同じ喋り方である。
また、物語が進むにつれて主人公に好意を抱くようになるが、マキのこともあって想いを伝えられずに終わり、その後悔は『2』においても彼女に影を落とすことになる。
オカルト研究という趣味を持ち、神話などにも詳しい。敵であるはずの悪魔や、明らかな超常現象であるペルソナ様を目の当たりにしても興奮し興味を示すなど、異変時においても楽天的でマイペースを貫いている。
セベク編・雪の女王編ともに選択メンバー。
ブラウン / 上杉 秀彦（うえすぎ ひでひこ）
声 - 吉川虎範 / 置鮎龍太郎 / 中村悠一
アルカナ - 正義
ペルソナ - ネヴァン → ティール
近接武器 - 槍 / 遠距離武器 - マシンガン
男性 / 生年月日 - 1月1日 / 星座 - 山羊座 / 身長 - 不明 / 体重 - 不明 / 血液型 - O型
主人公のクラスメイト。染めた髪とゴーグルがトレードマーク。底抜けに陽気なお調子者であり、明るい言動でクラスの人気者。一人称は「俺様」、「でひゃひゃひゃ」という笑い声が特徴的。
悪魔との戦いの最中でも明るいセリフを連発するムードメーカーだが、本当は繊細で傷つきやすい心の持ち主。強い相手には弱く、弱い相手には強く出るなど流されやすい性格。
過去のトラウマから人に弱みを見せることを恐れ、今の自分の状況に息苦しさを感じている一面も持っている。中学時代のいじめが原因で地元を離れ、実家から遠い御影町の聖エルミン学園に進学した。「ブラウン」は当時の不名誉からつけられたあだ名で、今も仕方なく使い続けている。
セベク編・雪の女王編ともに選択メンバー。
『2』にも登場しており、芸能人として活動している。
アヤセ / 綾瀬 優香（あやせ ゆか）
声 - 倉田雅世 / 豊嶋真千子 / 野中藍
アルカナ - 魔術師
ペルソナ - フーリー → フレイ
近接武器 - 鞭 / 遠距離武器 - ハンドガン
女性 / 生年月日 - 3月3日 / 星座 - 魚座 / 身長 - 155cm / 体重 - 不明 / 血液型 - B型
主人公のクラスメイト。ツインテールにソバカスという容姿や言動はコギャルそのもの。一人称は「アヤセ」。良くも悪くも自分の感情にストレートすぎる性格で、仲間を和ませるのと同時にトラブルメーカーになることも多い。
基本的には享楽的で、今が楽しければいい、後のことなんかどうでもいいという姿勢。しかし、全く将来を心配していないわけではなく、考えていないフリをしているだけである。将来への不安を抱きつつ、それを打ち消すために刹那的な楽しみに興じている。
セベク編では選択メンバー、雪の女王編では固定メンバー。
レイジ / 城戸 玲司（きど れいじ）
声 - 山野井仁 / 中井和哉 / 浜田賢二
アルカナ - 悪魔
ペルソナ - ブレス → モト
近接武器 - ナックル / 遠距離武器 - ライフル
男性 / 生年月日 - 8月18日 / 星座 - 獅子座 / 身長 - 182cm / 体重 - 75kg / 血液型 - B型
主人公のクラスメイト。半年前に転入してきた無口な転校生で、趣味は手品。ボタンを開けっ放しの制服の中は素っ裸で、それ故か「伝説の裸番長」の異名がついている。
額に傷があり、無愛想で他人を寄せ付けない雰囲気を持つが、実は母親思いの少年。常に単独行動だが、時折見せる優しさがある。
神取に対しては個人的な恨みを抱いており、自らの復讐を果たすことのみを目的としていた。主人公に同行したのも、当初は目的が果たしやすくなるという打算的な考えからであったが、行動を共にしていくうちに徐々にその意識が変化していく。
実は神取とは異母兄弟にあたる。母親は実父の妾であり、実父に暴力を振るわれていたことから神取家そのものを憎んでいた。ちなみに額の傷は実父からゴルフクラブで殴られそうになった母親を庇った際に出来たもの。
パーティーメンバーに加入させられるのはセベク編のみで、特定の手順を踏む事が仲間にする条件となっている。また隠しキャラクターのような存在だが、彼を仲間にしないと発生しないイベントも多い。
エンディングによれば、卒業後程なくして母に似た優しそうな女性と結婚し、一児の父になったらしい。『2』にも伝説のグローブを持った青年となって登場する。

### サブキャラクター
高見 冴子（たかみ さえこ）
声 - 住友優子（ドラマCD版1）
主人公達の担任で、担当は英語。エルミン学園のOG。明るくさばさばとした性格で、気さくな姿勢から生徒達の人気が高い。
エルミン学園の生徒時代は元演劇部員で「雪の女王」を演じたことがあるらしく、事件さえなければ女優を目指していたらしい。黒瓜の話に出てくる、雪の女王の役をやって唯一死ななかった人物にあたる。主人公を筆頭に学園の問題児を集めたクラスを任されている。
お酒には弱く、教師達の飲み会でビール1杯で酔っ払いと化し、反谷教頭の禿頭を叩いて笑い転げた為に、｢冴子先生にお酒はご法度｣という教師間の暗黙の了解が出来た。
『2』では七姉妹学園に異動している。
吉野 夏美（よしの なつみ）
保健室の先生。美人だが料理はあまり得意ではないらしく、雪の女王編ではその一面が垣間見える。なお、彼氏にはコンビニ弁当ばかりだったことから振られているが、本人は気づいていない。
大石（おおいし）
聖エルミン学園の校長。生徒思いで柔和な女性。昔は古いタイプの教師だったが、花を愛する少年に触れ合った事で今のような教師になった。雪の女王編の冒頭で主人公たちに数年前にあった事件を話してくれる。
ハンニャ / 反谷 孝志（はんや たかし）
声 - 町田政則（ドラマCD版2）
聖エルミン学園の教頭。高圧的な性格で、理由も聞かずに一方的に説教するなど、生徒に厳しくあたるので生徒からは嫌われている。影ではあだ名の方のハンニャと呼ばれているが、異界の方の彼は生徒思いで責任感ある教頭である。また、雪の女王編のエンディングでは考えが変わったらしく、冴子先生を通じて主人公達に「ありがとう」と伝えた。
モデルはテクノスジャパン及びアトラスの半谷孝志。『2』で七姉妹学園に異動し、校長となる。
トロ / 横内 健太（よこうち けんた）
声 - 太田真一郎（ドラマCD版1）
聖エルミン学園2年生。肥満体の内気な少年で、トロというあだ名は言動がゆっくりで「とろい」から。かなりの食いしん坊だが、乳製品だけは大の苦手。
アヤセに片思いしており、彼女に告白して手酷く振られたことがある。雪の女王編では、食料の件やデブという禁句に加え、その過去がトドメとなってペルソナを暴走させている。その姿は昔飼っていた亀（名前不明）の死のトラウマから来ている。
モデルはアトラスの藤岡一樹。『2』でも噂屋として登場する。
黒瓜 勉（くろうり つとむ）
声 - なし / 吉本収一朗 / 野村勝人
聖エルミン学園2年生。通称「悪魔君（あくまくん）」。顔色の悪い、丸眼鏡のオカルト研究部員で運動が大の苦手。
オカルトに詳しいが、その知識はあまり正確ではない。自宅には黒魔術や悪魔に関する本が2000冊以上あり、道具も揃っていると噂され、秘術に勤しむため毎夜毎晩部屋から奇声がするらしい。
『真・女神転生デビルサマナー』に登場する磯野刑事の甥にあたる。モデルはアトラスの磯貝正吾。
姫野 由子（ひめの ゆうこ）
聖エルミン学園2年生。麻希の友人。家計のためにバイトをしているけなげな少女。
マキの作り出した世界における彼女は現実とは大きく境遇と性格が異なり、大金持ちで高慢な性格になっていてマークを驚かせた。
ただしくん
聖エルミン学園2年生。「サトミタダシ」の店主（声 - 西脇保〈ドラマCD版1〉）の息子。フェンシング部所属。
たまきちゃんとはいつもケンカばかりしているが、事件が起きて付き合うようになった。成績や学校の登校時間がギリギリであり、自らボーダーと名乗っている。
モデルはシナリオ担当の里見直。
たまきちゃん / 内田 たまき（うちだ たまき）
『真・女神転生if...』の女性主人公。聖エルミン学園2年生。
悪魔が出現した後の会話によると、軽子坂高校で起こった事件にも関わっていたらしい。フェンシング部所属。ただしくんの彼女で、付き合った理由は安心するし飾らなくていいからという理由で｢私ぐらい構ってあげなきゃ可哀想でしょ｣とのこと。
モデルは女優の内田有紀であり、フェンシング部は彼女が所属していた部でもある。
聖エルミン学園卒業後は葛葉探偵事務所に就職し、轟所長のサポートを行う。
内藤 陽介（ないとう ようすけ）
聖エルミン学園2年生。文武両道で性格もいい爽やかな二枚目。現実の麻希が想いを寄せている相手。
2ヶ月前から千里と共に行方不明になっており、駆け落ちしたという噂が流れていた。しかし実際には千里と一緒に異界に迷い込んでおり、あきに千里をさらわれた際に、腕にギプスをするほどの大怪我を負った。千里の彼氏であり、千里をちーちゃんと呼ぶ。ハーレム・クイーン戦後の話では麻希を好きだったこともあったらしい。
香西 千里（かさい ちさと）
聖エルミン学園2年生。美術部所属。麻希の親友。2ヶ月前から陽介と共に行方不明になっていた。
あきにさらわれた後、彼女から鏡を与えられてブラックマーケットの支配者ハーレム・クイーンになっていた。マーケットの住人たちに自分の絵画を無理やり褒めさせたり、好みの男を地下のカーマ宮殿に連れていくなど横暴の限りを尽くしていた。「ノモラカタ・タノママー！」の呪文を鏡に唱える事であき同様願いを叶えられるが、その度に顔のホクロが増えていく。あきを天使様と呼び、主人公達を倒せばホクロを消すと言われ、鏡に力を授かって後頭部に顔のある異様な姿で襲いかかる。
主人公達に敗北後、自身の内面の醜さを認め、いままで隠してきた麻希への嫉妬心を謝罪した。陽介が麻希と相思相愛だと誤解していたが、鏡が連れてきた陽介が千里への愛を打ち明けたことにより、鏡が砕けて元の顔に戻ることができた。
藤森 知美（ふじもり ともみ）
声 - 住友七絵（ドラマCD版1）
聖エルミン学園の生徒。冴子の親友。8年前に亡くなっている。雪の女王の役を冴子と争い、勝ち取ったと思っていたが、後輩から冴子が辞退した事を告げられ、さらに呪いの仮面を押し付けられたと言われ信じてしまう。あらぬ誤解で冴子に憎悪を抱いた事がきっかけで、公演当日に顔を雪の女王の仮面に焼かれた。雪の女王の仮面に取り憑いていた霊であり、仮面をつけた冴子の体を乗っ取った。
雪の女王
雪の女王の仮面が冴子に取り憑いた姿。学校中を凍結させ、希望にあふれた冴子を生贄にすることで、「永遠の夜」を呼ぼうとした。
なお、雪の女王編では集めた鏡の破片の枚数によって戦う相手が変わる。8枚未満では仮面が外れず、氷で出来た巨大な上半身の上に冴子が座った「レディスノー」と戦い、8枚以上の場合は冴子から外れた仮面「レディマスカレード」と戦う。バッドエンドの場合はこれが最後の戦いになる。
広瀬 久美（ひろせ くみ）
声 - 青山美帆（ドラマCD版1）
聖エルミン学園の生徒。ヒュプノスの塔の守護者。気弱な性格。メガネを外すと美人である事から雪の女王に選ばれたが、塾で練習に参加出来なかった事でクラスからいじめを受ける。さらに、練習に参加すれば父親から「テストの点数が良くない」や「帰りが遅い」と言われ、何をやっても認められない事で自分だけの世界を望み、夢に逃避した。主人公たちに敗れた後は改心し、主人公たちに感謝して消えていった。
松平 美智子（まつだいら みちこ）
声 - 溝上真紀子（ドラマCD版1）
聖エルミン学園の生徒。ネメシスの塔の守護者。旧華族の名家のお嬢様。非常にプライドが高く、主人公たちを「小犬ちゃん達」、黒瓜やトロを｢醜い男達｣と呼んでおり、他人を見下している。
生前はいじめられていたらしく、主人公たちに敗北後は自分の過去の悪事を白状しているが、罪悪感が全くなく、そんな嫌われ者だった彼女の悲しみをわかってくれたのが雪の女王の仮面だけだったという。結局、3人の守護者の中で唯一人、誰とも分かりあえないまま、またいずれ現れると言いながら高笑いと共に消えていった。
山本 百合子（やまもと ゆりこ）
声 - 小松里賀（ドラマCD版1）
聖エルミン学園の生徒。タナトスの塔の守護者。やたら陽気でノリがいいぶりっ子で、一人称は「百合子ちゃん」。ゆきのやアヤセに、美しさを永遠にするためにここで死なないかと持ちかけ、さも今の自分が満足しているかのように語っていたが、それは本心とは裏腹だった。
生前は男の子や友達から好かれ、両親にも恵まれていた。しかし、今が人生最高の時であることを自覚した瞬間、そこから落ちていく恐怖に囚われ夜も眠れなくなってしまう。その時、芝居で使った雪の女王の仮面に「今の自分のままずっといられるようにしてやる」と言われ、気がつくと塔にいた。父や母、友達もいない塔でひたすら孤独な長い時間をすごし、「死にたくない、年取りたくない」という自分のわがままのせいで雪の女王に騙されたことに気付いていた。故に主人公たちがやってきたとき、一人きりの時間をどんな形にせよ終わらせられると喜んでいたのだった。戦いに敗れた後、それらの心の内を全て打ち明けた上で、人間の気持ちのまま死ねることを皆に感謝しながら消えていった。
神取 鷹久（かんどり たかひさ）
声 - 小杉十郎太（ドラマCD版1・2）
御影町に進出したセベクの支社長。エルミン学園のOBでオックスフォード大学卒。主人公達と対面する以前からペルソナ使いとして覚醒していた。自分に懐いているあきを利用しており、物語の中盤で混沌の鏡の力を使って現実世界に自らの居城「デヴァ・ユガ」を作りだす。さらに世界中の人々を洗脳しており、最後に殺し合いを命じることで人類抹殺を企てていた。しかし、そうする理由も彼が彼自身に絶望しているからであり、人類の抹消を望んだのも麻希と同様、未来への不安と、人類全体を道連れにすることでそれを軽くしたいからだった。
南条にそれら全てを言い当てられるが、神である自分を冒涜したとして主人公達を断罪するべく戦いを挑んでくる。しかし主人公達には勝てず、挙げ句にペルソナであるニャルラトホテプに身も心も支配されてしまい、ゴッド・神取を名乗る異形の存在となってしまう。
倒された後は南条の指摘した苦い事実を受け入れ、さらに彼が推察した麻希と異界、デヴァ・システムに関する真実を認めた。最後に「園村麻希は…本当の自分の心を知る必要がある　そうしなければ私の二の舞いだ…」「行ってやれ…私と同じ道は…」と言い遺し、彼女を案じながら息絶えた。
雪の女王編では仮面を被り、エルミン学園の制服を着て「仮面の男子生徒」として登場する。同じく仮面を被った麻希と共に夜の女王に力添えするべく合体し、アシュラ女王となる。
『2 罰』でも登場し、「神条 久鷹（かみじょう ひさたか）」という偽名を名乗る。
武多（たけだ）
声 - 今村直樹（ドラマCD版1）
神取の腹心で、セベクの非合法活動を担う男。人造人間のような姿のペルソナを使うペルソナ使い。
ニコライ博士
デヴァ・システムを発明した天才科学者。人類のためにデヴァ・システムを開発していたが、ずっと神取に騙されていた。そのことに気づき、システムを暴走させて神取共々消滅しようとしたが、あきによって阻止されてしまう。その後、デヴァ・ユガで再会した時には、他の人間同様、神取に洗脳されていた。
園村 節子（そのむら せつこ） / 地母神ハリティー
麻希の母親。セベクのエリートエンジニア。デヴァ・システムの開発に関わっていたが、暴走する神取を止めるため会社を脱出した。その際に神取の部下に撃たれ負傷している。神取のことを警察に知らせようとしていたが、エリーから警察署の現状を聞かされると、廃工場が秘密の搬入口になっていることを伝え、セキュリティカードを主人公に託し気を失う。
物語の後半では、いつの間にか異界に来ていたが、麻希の理想の中では母親が居ないことにされていたからか地母神ハリティーと化している。戦闘するか否かの選択肢があるが、どちらを選んでも結局は元の姿に戻り、デヴァ・ユガへと主人公たちを送り出す。

### その他のキャラクター
山岡（やまおか）
声 - 麻生智久（ドラマCD版1）
南条家の執事の老人で、南条の幼少時から面倒を見てきた人物。両親と金品での繋がりしか持てなかった南条にとって、唯一心を開くことのできる人物だった。異変発生時に御影総合病院で看護婦をかばい、命を落とす。後に封神具「鼈甲ぶちの眼鏡」を使うことで生み出せる、南条の専用ペルソナ「ヤマオカ」として登場する珍しい人物でもある。なお、アルカナは女神異聞録では審判、2では法皇となっている。
金子一馬の設定ラフによると、仮面をつけ天使の翼を背中に生やした山岡の姿だが、下半身は翼の生えた船のような形状になっている。2では公式イラストが描かれ、サーフボードに乗ったメカニカルな天使の姿になった。
矢部 真理子（やべ まりこ）
私立山雲高校の生徒で、超常現象同好会を一人で主催しているオカルトマニアの少女。オカルト仲間の黒瓜を訪ねてきた際に異変に巻き込まれてしまうが、超常現象に巻き込まれたことを「私ッてば超ラッキー！」と喜び、持ち前の好奇心で塔や氷の城を一人で探索するなど常人離れした感覚と行動力を持っている。
まい
白い服を着た女の子。内気で気弱な性格だが、どことなく麻希に似ている。物語の冒頭で、主人公達が「ペルソナ様遊び」をしている時に姿を現す。口癖は「〜です」。
神取曰く、まいもあきも麻希の心の中のシャドウ、彼女の分身にすぎないとのこと。ちなみにバッドエンディングでは、あきを消去したり、嫌がる麻希を「理想のわたしを続けて」もらうために異界へ強制的に戻したり、挙げ句に麻希が主人公を好きになったことに気づくと「（代わりの主人公を）いくらでも出したげる　かんたんなことだもの…」と言ってのけたりと、本物の自分を慰めるためなら手段を選ばない冷淡な一面を見せる。
あき
黒い服を着たデコ出しヘアの女の子。強気で物怖じしない性格。まいとは対立関係にあり、悪魔を召喚して様々な騒動を起こす。神取を「パパ」と呼び慕っている。
テディベア
まいが肌見放さず持っているクマのぬいぐるみ。セベク編において、まいの質問に対する回答の結果によってはボス「外道テディベア」として襲い掛かってくる。
パンドラ
麻希の人格の一人で、まい曰く「1番わるいわたし」。自暴自棄になったあきに封印を解かれ、彼女を飲み込んだ。複数本の手足を持った怪物の姿をしており、股間あたりから伸びた太い突起物の先に人間の麻希の顔がついている。言葉を話せるが、その合間に「ふしゅるるる…」という奇妙な声も発する。
デヴァ・システムのコアを自身の背後に繭のように取り込み、「楽園の扉」と呼んで何も存在しない楽園を創り出そうとしていた。自分を含めた全てを無駄なものと捉え、消滅させようと主人公たちに襲いかかる。
第一形態を倒すと、麻希の顔を含む部分が引っ込んで背中側が割れ、第二形態が現れる。背中にアゲハチョウの羽と触覚が生えた麻希の姿をしており、「なぜ諦めないの？お願い…諦めて…お願いよ…」と哀願しながら第二戦が始まる。 戦いの後、諦めない主人公たちと麻希に励まされ、礼を言いながら消滅する。
フィレモン
声 - 堀内賢雄（PSP版）
意識と無意識の狭間に住まう、蝶をかたどった仮面をつけた謎の人物。人間界に現れる時は金色の蝶の姿をとる。
試練を与える者であり、導く者でもある。渾然とした無意識の世界で、自分という存在を見失わずに名前を答えることが第一の試練であり、ペルソナ能力を開花させる鍵となる。
ちなみに、次作の『2』でも容姿を変えて登場する。
イゴール
フィレモンの従者で、ベルベットルームの管理者。ハゲ頭に長い鼻、長い太眉に黒目の小さいギョロ目が特徴。
イビルホンを行使し、ペルソナを作成する能力を持つ。実はフィレモンに生み出され、主の命でペルソナ使いをサポートしている存在。数多のペルソナ使い達と関わり続ける内に自己に目覚め、人間の心の可能性に興味を持った事で今に至っている模様。
また、『ペルソナ3』以降にも登場している。
トリッシュ
回復の泉にいる金にがめつい妖精。英語交じりで話す。次作の『2』でも登場する。
バーニィ / 羽生 啖（はにゅう めら）
声 - 私市淳
ドラマCD版にのみ登場。ダンスチーム「テイラーズ」の元メンバー。マークとは良きライバルだったが、ある些細な一言がきっかけで深く傷つき、チームを飛び出してしまう。

## 用語
ペルソナ
心の中にいる、神や悪魔の姿をした「もうひとりの自分」。これを呼び出せる者は「ペルソナ使い」と呼ばれる。
ゲーム中では心理学におけるペルソナの説明もされているが、この作品における「ペルソナ」とは、神や悪魔の姿を取って現れる「もうひとつの人格」であり、敵と戦うための能力である。「ペルソナ様」と呼ばれる儀式を行い、フィレモンの前で自分の名前を答えることができた者だけが行使できる。各ペルソナはタロットカードの大アルカナで分類されている。
本作のペルソナのデザインは従来の女神転生シリーズの悪魔のデザインを継承しているものもあるが、その多くは新しくデザインされており、ペルソナの名前どおり仮面をつけたデザインとなっている。
ペルソナ様
未来の自分が見えると噂になっている遊び、あるいは降霊術の儀式。
部屋の四隅に四人が立ち、最初の人は次の角に向かって歩き、角の人にタッチする。タッチされた人は次の角の人へ向かって歩きタッチする、を繰り返す遊びだが、この遊びを四人でやると最後の角に人がいないのでそこで終わりとなる。
デヴァ・システム
正式名称は「D･V･A SYSTEM（Dimension Variable Accelerator System）」。ニコライ博士によって発明された柱状の巨大な装置。具体的に何のための装置かは明示されていないが、麻希の母である節子の説明では「空間に人為的作用をもたらすもの」とされている。
このシステムが麻希の意識と同調し、彼女の願望を具現化したという点で、御影町を襲った異変の原因である。セベク編ではシステムのコアを取り込んだパンドラからそれを奪還することで事件は収束する。神取によれば、1ヶ月前の起動実験の成功より前から、システムと麻希はリンクしており、おそらく彼女とシステムの波長が霊的にシンクロしたのだろうとのこと。その他にも、レイジを次元の狭間に送り込んだり、ニコライ博士が自分と共に神取を原子まで分解しようとした。

## 開発
本作品は、「女神転生シリーズ」の派生作品として開発され、「ペルソナシリーズ」第1作目となる。本作品のディレクターを務めた岡田耕始によれば、既存作『真・女神転生if...』（SFC用、アトラス、1994年）の開発中が、セガサターン（セガ・エンタープライゼス、1994年）・PlayStation（Sony、1994年）の発売を控える時期でもあり、両社ともに「女神転生シリーズ」最新作の開発を打診されていた。Sonyからは吉田修平が岡田の元を訪れ、「メガテンが大好きだから、ぜひPlayStationに出してほしい」との言を受け、『真・女神転生if...』と同様に学園ものの本作品が開発されたという。その一方で、セガにも『真・女神転生デビルサマナー』（SS用、アトラス、1995年）を同時進行の開発となり、少ないスタッフを2チームに分けて臨んだ。
また、岡田は、開発時の名称は「ペルソナ」であったものの、当時のアトラス営業部長の発言によって変わったのだとも述懐する。なお、2009年のPSP移植時には、『Persona』に改題された。
『え、メガテンじゃねえの？　ペルソナって何？』って。『“仮面”って意味です』って答えたら、『そんなの誰も知らない。売れないからメガテンって付けてよ』って言われちゃって。こっちとしては『知らないのを知らしめるのが営業だろ』と思ったけど、営業部長に売れないと言われたら仕方ないから、金子とふたりで徹夜で考えて、翌日『“女神異聞録”って付けて』って提案したんです。おかげさまで売れたんだけど、それを見て営業部長は『“女神異聞録”って要らなかったな』って。もう、ふざけんなと（笑）。—岡田耕始、4Gamer.net
製作スタッフはディレクターに岡田耕始、アートディレクションに金子一馬と前作『真・女神転生デビルサマナー』と同様の布陣だが、シナリオに当時新人だった里見直が起用された。岡田の「女神転生を知らないユーザーにプレイしてもらいたい」という意向によって従来の女神転生シリーズから大胆に変更が加えられた。
岡田の意向で、身近な部分で感情移入をしやすくするために高校を物語の中心においた。また、思春期の戸惑いや人の価値観、大人への成長などのをこのテーマを通してユーザーに訴えたいと述べている。
岡田によると、ペルソナは直訳すると仮面という意味で、「誰でも別の人格を持ち合わせているんじゃないか」という事が根底にあり、自分でも知らなかった様々な存在の発見みたいなものをタイトルに込めた。
なお、『女神異聞録デビルサバイバー』発表の際に「異聞録」は正統な女神シリーズの係累に含まれた外伝である事が語られている。

### 広告
テレビCMは、男子生徒（主人公）と女子生徒（園村麻希）の2バージョンあり、内容はエルミン学園の生徒が「もしも僕が悪魔でも、友達でいてくれますか?（男子）」、「もしも私が悪魔でも、好きと言ってくれますか?（女子）」と問いかけ、CGで演出されたペルソナ「ヴィシュヌ」が出現するというもの。

### スタッフ
PS版
- ディレクション - 岡田耕始
- メインプランニング - 井手隆之
- アートディレクション - 金子一馬
- メインデザイン - 渡部正久
- メインプログラム - 高木秀俊
- メインサウンド - 青木秀仁
- イベント・コマンドプログラム - 松本尚史
- ダンジョン・コマンドプランニング - 丸山智寛
- ダンジョングラフィック・コマンドデザイン - 本堂雅史
- ダンジョンテクスチャデザインアシスト - 杉山ルナ、岩崎智美
- コマンドデザインアシスト - 佐藤佐和子
- バトルプランニング - 八巻良和
- バトルプログラム - 金田直美
- ペルソナグラフィック・エフェクトデザイン - 松田英輔
- マップ・イベントモードプランニング - 藤岡一樹
- コンタクトプランニング - 境一憲
- マップ・コンタクトプログラム - 勝山太司
- マップグラフィック・OP/ED CG - 鈴木正勝
- シナリオ・イベントプランニング - 里見直
- イベント・コンタクトプランニング - 高橋万葉
- エクストラシナリオイベントプランニング - 細野雄士、秋山豊
- エディショナルディレクター - 飯田真佐史
- イベントBGグラフィック - 福沢綾子、河崎淳
- メッセンジャーグラフィック - 片岡いずみ
- プログラムアシスト - 山口太
- OP/ED・イベント・P.R.CG - 五十嵐達也、副島成記、野口暁、村上哲也、塩哲
- CGアシスト - 白石恵
- カジノ・マニュアルプランニング - 三島憲一
- カジノプログラム - 坂本拓己
- カジノ・モンスターグラフィック - 高島志郎
- サウンドコンポーザー - 沖辺美佐紀、土屋憲一、目黒将司

## 反響
時間のかかる戦闘やセーブポイントの少なさが欠点として指摘された。

## PlayStation Portable版
2009年4月29日に『Persona』（ペルソナ）というタイトルで発売された。ディレクターはPS版サウンド担当の一人だった目黒将司。初回限定版として、本作のBGMを収録したサウンドトラックCDが付属された。
のちに低価格化した「アトラス・ベストコレクション」の一つとしても再発売され、PlayStation Store（PSS）にて配信されており、PlayStation Vita（Vita）でプレイすることも可能。ただし、VitaでプレイするためにはVita実機から直接PSSにアクセスした上でソフトを新規購入・ダウンロードし、ストレージにインストールするまでのプロセスを全て実機で行うのが正規唯一の方法となる。PSP実機で新規にダウンロード版をプレイするには上記と概ね同様のプロセスで購入し、ユーザーがコンテンツデータをソニー指定の方法でPSPのストレージに移動する必要がある。

### BGM関連
目黒将司、土屋憲一による編曲で、原作の旋律を残した曲やアレンジ曲も存在するが、『ペルソナ3』『ペルソナ4』のようなポップ曲調のものに差し替えられたり、使用される場面の変更や削除がなされている。PS版の楽曲は「幼児虐待（テッソ戦）」や「BLACK KID（あき登場時）」といった一部がオリジナルのまま使用されている。BGM総数は67曲となり、100曲以上あったPS版と比べかなり少ない。

### PlayStation Portable版の追加要素
ムービー
神風動画によるムービーが各所に挿入されている。キャラクターの台詞には字幕が付いているが、声が付いているのはフィレモンのみ。
操作性アップ
インターフェイスの仕様が作り直され、戦闘時間が大幅に短縮されており、戦闘アニメもカットできるようになっている。また、移動中にダッシュができるようになり、セーブポイントも大幅に増加、ダンジョン構成も一部簡略化された。
難易度
ゲーム開始時に「EASY」「NORMAL」「EXPERT」の三種類から難易度を選択する事ができる。また全体的な難易度もPS版と比べかなり下げられた。

### 主題歌
オープニングテーマ「Dream of Butterfly」
作詞 - 小森成雄 / 作曲 - 目黒将司 / 歌 - 川村ゆみ
エンディングテーマ「Voice」
作詞 - 小森成雄 / 作曲 - 目黒将司 / 歌 - 川村ゆみ

### サウンドトラック
Disc1
1. Dream of Butterfly
2. ペルソナの扉
3. 怪奇現象、ペルソナ様出現？
4. 我が名はフィレモン
5. ネームエントリー
6. ペルソナを授けよう！
7. School Days
8. ICU消失、行方不明の麻希
9. A Lone Prayer
10. Mad Hospital
11. 意志の力を信じ、進め！
12. 御影警察署
13. 登場！
14. Strange Atmospher
15. Let butterflies spread until the dawn
16. マキ
17. セベク
18. Black kid
19. 戦闘～テッソ
20. Shops
21. サトミタダシ薬局店のうた2009
22. 全ての人の魂の詩
23. ペルソナ合体
24. 破魔の鏡を探せ！
25. カーマ宮殿
26. 御影遺跡
27. 迷いの森
28. マナの城
29. 対決
30. Bloody Destiny
31. ペルソナ

Disc2
1. 氷の城
2. 凍てつくエルミン学園
3. 鏡の破片を探したまえ！
4. 甘く眠り、ヒュプノスの塔へ
5. ダンジョン～ヒュプノスの塔
6. ヒュプノスの塔にて…
7. 歪んだ復讐、ネメシスの塔へ
8. ダンジョン～ネメシスの塔
9. 死の牢獄、タナトスの塔へ
10. ダンジョン～タナトスの塔
11. 永遠の夜
12. ダンジョン～悪魔の山
13. アシュラ女王降臨
14. 戦闘～夜の女王
15. エルミン学園、朝の光
16. ペルソナの扉 －アガスティアの木－
17. Daily Life
18. Tension
19. 幽霊屋敷
20. 決戦、デヴァ˙ユガ突入！
21. デヴァ˙ユガ突入
22. 麻希、閉ざされた心
23. Smile
24. アラヤの岩戸へ向かえ！
25. アラヤの岩戸
26. Space
27. アヴィディア界
28. 全ての人の意識の海
29. 悲しみを乗り越えて
30. 黄金の蝶、光り輝く未来へ…
31. 全ての災いをもたらすもの
32. パンドラ　最後の戦い
33. 麻希の告白、そして現実へ
34. 桜舞う季節
35. Voice
36. Dream of Butterfly －インストバージョン－

## 携帯アプリ版
『女神異聞録ペルソナ 異空の塔編』（めがみいぶんろくペルソナ いくうのとうへん）はフィーチャーフォン用の3DダンジョンRPG。アトラスの携帯電話用サイトにてダウンロード販売された。アトラスから1996年にPlayStationで発売された『女神異聞録ペルソナ』の外伝にあたる。発表当初は『女神異聞録ペルソナ外伝 異空の塔』という仮題だった。
ジー・モードが展開するフィーチャーフォン用ゲームの復刻プロジェクト「G-MODEアーカイブス+」にてNintendo Switch版が2023年9月14日に発売され、Steam版が同年9月29日に発売された。

### 概要（異空の塔）
悪魔との交渉や悪魔合体によるペルソナ作成、ペルソナ育成といった本編のシステムを継承しつつ、自動生成ダンジョンや装備練成といった新システムを導入し、シナリオも外伝として新しいものになっている。
また、ダンジョン内で全滅すると装備中のものを含むアイテム、所持金を全て失ってしまう。このため、全滅する前に塔を出て回復するのも重要。塔の中で一度攻略したフロアは次からはショートカットできる。セーブは塔の外と塔の10階ごとに存在する「レストフロア」でのみ行える。また、「QUICK SAVE（クイックセーブ）」コマンドで中断セーブはいつでもできる。ただし、中断セーブデータは再開（CONTINUE）時に消えてしまう。
iアプリの「メガテンα」対応のゲームは従来は何本ダウンロードしても月額315円の定額だったが、ペルソナは「ウリキリアプリ」のため、525円で単独でダウンロード購入するというS!アプリやEZアプリと同じ支払い方式になっている。

### ストーリー（異空の塔）
御影町の異界化の原因を突き止めるため、ペルソナ使いとして覚醒した主人公達は「佐伯エレクトロニクス&バイオロジカル&エネルギーコーポレーション（通称・セベク）」へと向かった。侵入した主人公達に襲い掛かるセベクのセキュリティ・サービス、そして悪魔達。主人公達はペルソナの力により激闘を制したもののデヴァ・システムの暴走により異次元空間へと飛ばされてしまう。
異次元空間の「異空の間」で目を覚ました主人公と麻希とマークは他の仲間達と離れ離れになってしまったことに気づく。しかし幸いにも異空の間から繋がっていたベルベットルームでイゴールの姿を発見する。イゴールによると、この異世界から脱出するには「異空の塔」で「オーブ」と仲間達を集め、塔の最上階にある空間転移装置を作動させる必要があるという…。果たして主人公達は悪魔達の支配する塔を制し、元の世界に戻ることができるのか…。

### システム（異空の塔）
基本的にPS版と同様のゲームシステムである。
装備精錬システム
異空の塔編で追加されたシステム。ダンジョン内で入手した宝石を「練成所」にて武器や防具と合体させることで性能を上げられる。
アイテム
PS版と同様のものが多いが、異空の塔編オリジナルのアイテムも存在し、ダンジョンから脱出可能となる「エスケープドール」などである。

### 変更点（異空の塔）
- PS版においては、主人公以外のキャラクターがレベルが上がった際は自動的に能力値が振り分けられていたが、本作では全キャラクターの能力値をプレイヤーが自由に割り振ることができる。
- PS版では攻撃対象が仲間の攻撃で既に倒されていた場合は別の敵を攻撃したが、本作では攻撃対象が倒されていた場合は攻撃せずにそのターンの行動を終える。
- PS版では戦闘時の活躍度合いに応じて戦闘終了時に貰える経験値が変化したが、本作では全員に均等に経験値が割り振られる。
- 戦闘アニメーションのON/OFF機能が追加されている。
- PS版はメニュー画面ではひらがな、カタカナのみだったが、本作では漢字も使われている。

## 漫画版
掲載誌は『月刊Gファンタジー』、著者は上田信舟。本来は交わらない「セベク編」と「雪の女王編」が連続して描かれ、オリジナルキャラクターや独自の展開が盛り込まれている。キャラクターの精神的変化や成長によって新たなペルソナが覚醒する設定になっており、イゴールは存在するものの、ベルベットルームに自らの意志で入室することはない。主人公の名前は「なおりん / 藤堂尚也（とうどう なおや）」となっており、「幼い頃に死んだ双子の兄がいる」などの設定が追加されている。全8巻。連載時には諸般の事情により最終決戦は掲載されず連載は終了したが、8巻にて描き下ろしとして最終話まで収録された。2009年6月25日より毎月、新装版が一迅社より刊行された。
- Gファンタジーコミックス
  1. ISBN 4-87025-582-0
  2. ISBN 4-87025-593-6
  3. ISBN 4-87025-286-4
  4. ISBN 4-87025-378-X
  5. ISBN 4-87025-489-1
  6. ISBN 4-7575-0095-5
  7. ISBN 4-7575-0218-4
  8. ISBN 4-7575-0288-5
- ZERO-SUMコミックス
  1. ISBN 978-4-7580-5422-5
  2. ISBN 978-4-7580-5428-7
  3. ISBN 978-4-7580-5439-3
  4. ISBN 978-4-7580-5446-1
  5. ISBN 978-4-7580-5455-3
  6. ISBN 978-4-7580-5465-2
  7. ISBN 978-4-7580-5474-4
  8. ISBN 978-4-7580-5481-2

## ドラマCD版
女神異聞録ペルソナ
全2巻。主人公の名前は「鳴海優也（なるみ ゆうや）」となっている。内容はゲーム内で言うところのセベク編の序盤と雪の女王編の序盤になっており、結末はゲームをプレイして自分の目での確認を促すという作りになっている。
セベク編に差し掛かったところで主人公達が聖エルミン学園に戻され、そこから雪の女王編が始まり、話が始まりかけたところで終わる。
Persona
フロンティアワークスより、2009年9月18日に発売。全1巻。BGMにはPS版ゲームの物が使用されている。

## 小説版
女神異聞録ペルソナ シャドウメイズ
著者:是方那穂子 1997年4月初版発行 ISBN 4-893667-11-4
園村麻希を中心に語られるゲームのストーリーに沿った内容。主人公の名前は「ジェイ / 朱雀院慈平（すざくいん じへい）」となっている。
女神異聞録ペルソナ 神取の野望
著者:南原順 1997年5月初版発行 ISBN 4-893891-46-4
アトラス公認のゲームのノベライズ。研究機関・セベク御影に重点が置かれ、裏設定も採用されている。
ペルソナ・アナザービジョン 明日出会う自分へ
著者:甲斐透 2001年4月初版発行 ISBN 4-921066-86-8
ペルソナ2と女神異聞録ペルソナを結びつける、園村麻希、上杉秀彦、城戸玲司らの3年後のアナザー・ストーリー。
Persona スノークイーン
著者:藤原健市 2009年6月初版発行 ISBN 4-757749-71-6
リメイクに合わせて刊行された雪の女王編のノベライズ。主人公は登場せず、南条圭と黛ゆきのが中心になっている。